# Roben Obama Nsue
Rubén Darío, właśc. Roben Obama Nsue Ondo (ur. 21 czerwca 1993 w Ebeiñ-Yenkeng) – gwinejski piłkarz grający na pozycji napastnika.

## Kariera klubowa
Swoją karierę piłkarską Rubén Darío rozpoczął w klubie Atlético Malabo. W 2012 roku został zawodnikiem pierwszego zespołu i wtedy też zadebiutował w nim w pierwszej lidze Gwinei Rówikowej. W 2013 roku przeszedł do Leones Vegetarianos FC. W 2015 roku grał najpierw w The Panthers FC, a następnie trafił do Atlético Semu. Następnie grał w: Dedebicie, ponownie w Leones Vegetarianos FC, ponownie w Dedebicie i Akonangui FC.

## Kariera reprezentacyjna
W reprezentacji Gwinei Równikowej Rubén Darío zadebiutował 25 stycznia 2015 w wygranym 2:0 meczu Pucharu Narodów Afryki 2015 z Gabonem (2:0). Był to jego jedyny mecz w tym turnieju. Z Gwineą Równikową zajął 4. miejsce.